# Асен Попов (скулптор)
Вижте пояснителната страница за други личности с името Асен Попов.
Асен Борисов Попов е български скулптор.

## Биография
Роден е на 3 юли 1925 г. в гр. Добрич.
Завършил е ВИИИ „Николай Павлович“, специалност Монументална скулптура, през 1958 г.
Автор е на редица монументални композиции и паметници в Добрич и региона, като Паметника на Свободата в с. Стожер, на Йордан Йовков и на ген. Стефан Тошев в Генерал Тошево, на Дора Габе в с. Дъбовик, на Стефан Караджа в Добрич и много други.
Асен Попов е и изявен художник. В Художествена галерия – Добрич се съхраняват портрети на Стефан Караджа, Киро Стефанов и други, а композицията „Пиета“ е част от постоянната експозиция.
Асен Попов умира на 5 февруари 2008 г. в Добрич.